# Astro cảm xúc
Astro Cảm xúc là kênh phim truyện tiếng Việt do công ty BHD hợp tác với tập đoàn Astro (Malaysia) phát sóng, và được Đài Truyền hình Thành phố Hồ Chí Minh (HTV) biên tập và kiểm duyệt nội dung. Kênh chủ yếu phát sóng những bộ phim truyện châu Á từ các nước Trung Quốc, Đài Loan, Hồng Kông, Hàn Quốc,... cùng một số bộ phim truyện Việt Nam.
Kênh được ra mắt vào ngày 9 tháng 5 năm 2008 trên hệ thống truyền hình cáp HTVC, và vào ngày 4 tháng 11 năm 2008 trên truyền hình cáp VCTV. Vào ngày 1 tháng 2 năm 2013, BHD, đơn vị phân phối của kênh Astro cảm xúc đã ra thông báo ngừng phát sóng kênh.